# Siergiej Kuntariew
Siergiej Aleksandrowicz Kuntariew (ros. Сергей Александрович Кунтарев; ur. 31 marca 1978) – rosyjski zapaśnik walczący w stylu klasycznym. Zajął 26 miejsce na mistrzostwach świata w 2003. Brązowy medalista mistrzostw Europy w 2003. Pierwszy w Pucharze Świata w 2005. Mistrz świata wojskowych w 2002. Trzeci na mistrzostwach Europy juniorów w 1995. Wicemistrz Rosji w 2005 i trzeci w 2007 i 2008 roku.